# Recht granietmos
Recht granietmos (Hedwigia ciliata) is een soort uit de granietmosfamilie (Hedwigiaceae).

## Determinatie
Recht granietmos vormt vertakte, rechtopstaande tot uitgestrekte stengels. De bladeren zijn lancetvormig. Ze missen een bladnerf en lopen taps toe naar een fijne, verlengde punt. Bij droogte zitten de bladeren dicht tegen de stengel aan, waardoor ze een zilverkleurig touwachtig uiterlijk krijgen.

## Ecologie
Recht granietmos is een pioniersoort op zure steen. Het groeit vooral op kalkarm gesteente en verkiest open of halfbeschaduwde standplaatsen. 

## Verspreiding
Recht granietmos is in Nederland zeer zeldzaam. Het staat op de Nederlandse Rode Lijst in de categorie 'Gevoelig'. Bij gebrek aan natuurlijk gesteente in Nederland weet recht granietmos zich vooral te vestigen op asfalt en verder op basalttaluds en betonpannen. Er worden echter ook af en toe epifytische waarnemingen gedaan van steeds weer andere bomen, te weten: es, esdoorn, lijsterbes, populier, vlier, wilg en zomereik. Vanaf het begin van de 21e eeuw is recht granietmos zelfs even vaak op bomen aangetroffen als op stenige substraten.